# Rùm
Rùm är en ö i Storbritannien.   Den ligger i kommunen Highland och riksdelen Skottland, i den nordvästra delen av landet, 700 km nordväst om huvudstaden London. Arean är 105 kvadratkilometer.
Terrängen på Rùm är kuperad. Den sträcker sig 14,2 kilometer i nord-sydlig riktning, och 13,5 kilometer i öst-västlig riktning.  Trakten runt Rùm består i huvudsak av gräsmarker.
Följande samhällen finns på Rùm:
- Kinloch
- Dibidil
- Guirdil
- Harris
- Kilmory
- Papadil
- Port-na-Caranean